# John Wallis

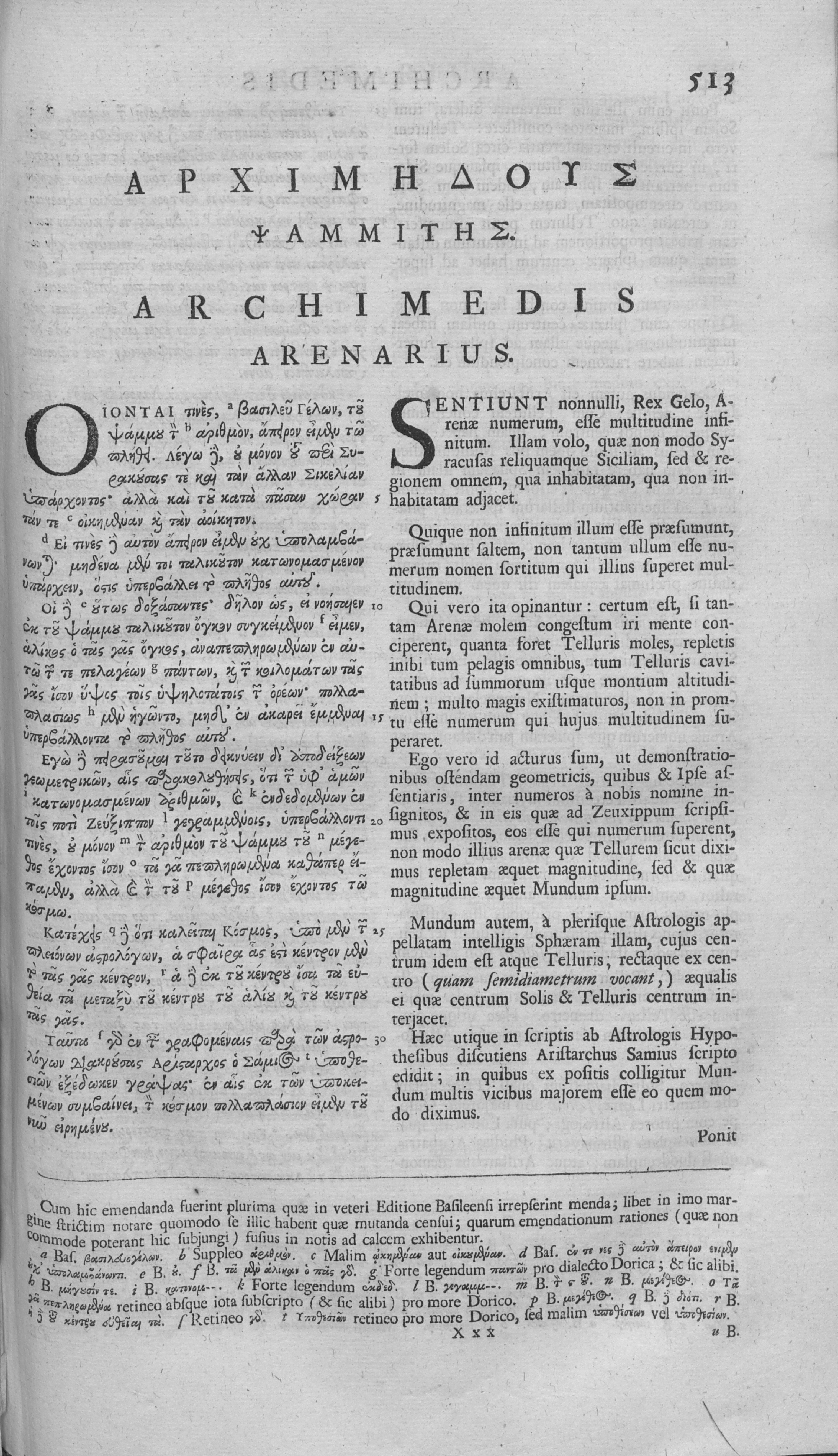
Opera mathematica, 1699

John Wallis (Ashford, Kent, 22 de novembro de 1616 — Oxford, 28 de outubro de 1703) foi um matemático britânico cujos trabalhos sobre o cálculo foram precursores aos de Isaac Newton.
Algumas fontes indicam seu nascimento em 23 de novembro ou 3 de dezembro de 1616, e sua morte em 8 de novembro de 1703.
John Wallis frequentou a escola em Ashford, mudando-se depois para Tenterden, onde mostrou o seu grande potencial como aluno. Em 1630 foi para Felsted, onde se tornou perito em latim, grego e hebraico. Daí foi para o Colégio Emmanual (em Cambridge), onde se interessou por Matemática. Como ninguém, em Cambridge, podia orientar os seus estudos matemáticos, o seu principal tópico de estudo tornou-se a divindade (Teologia), tendo sido ordenado em 1640.
Wallis foi perito em criptografia e descodificou mensagens durante a Guerra Civil. Wallis manteve-se na Cátedra Saviliana de Geometria em Oxford durante mais de 50 anos, até a sua morte. Foi um membro fundador da Royal Society.
Wallis contribuiu substancialmente para a origem do cálculo e foi o matemático inglês mais influente antes de Newton. Estudou os trabalhos de Johannes Kepler, Bonaventura Cavalieri, Gilles de Roberval, Evangelista Torricelli e René Descartes.
Em Arithmetica Infinitorum (1656), Wallis calculou a integral de {\displaystyle (1-x^{2})n} entre 0 e 1 para valores integráveis de n, baseado no método de Cavalieri. Inventou um método de interpolação numa tentativa de calcular a integral de {\displaystyle (1-x^{2})/2} entre 0 e 1. Usando o conceito de continuidade de Kepler, descobriu um método para calcular integrais que foi mais tarde utilizado por Newton no Teorema binomial.
Em Tract on Conic Sections (1656), Wallis descreveu as curvas que são obtidas pela intersecção de um plano com um cone (cónicas), como propriedades das coordenadas algébricas. Os métodos seguidos eram semelhantes ao tratamento analítico de Descartes.
Wallis foi também um historiador da matemática. O seu livro Treatise on Algebra tem uma enorme riqueza histórica. Neste livro, aceita raízes negativas e raízes complexas, mostrando que {\displaystyle a^{3}-7a=6} tem exactamente três raízes, todas elas reais.